# Erik Hemmendorff

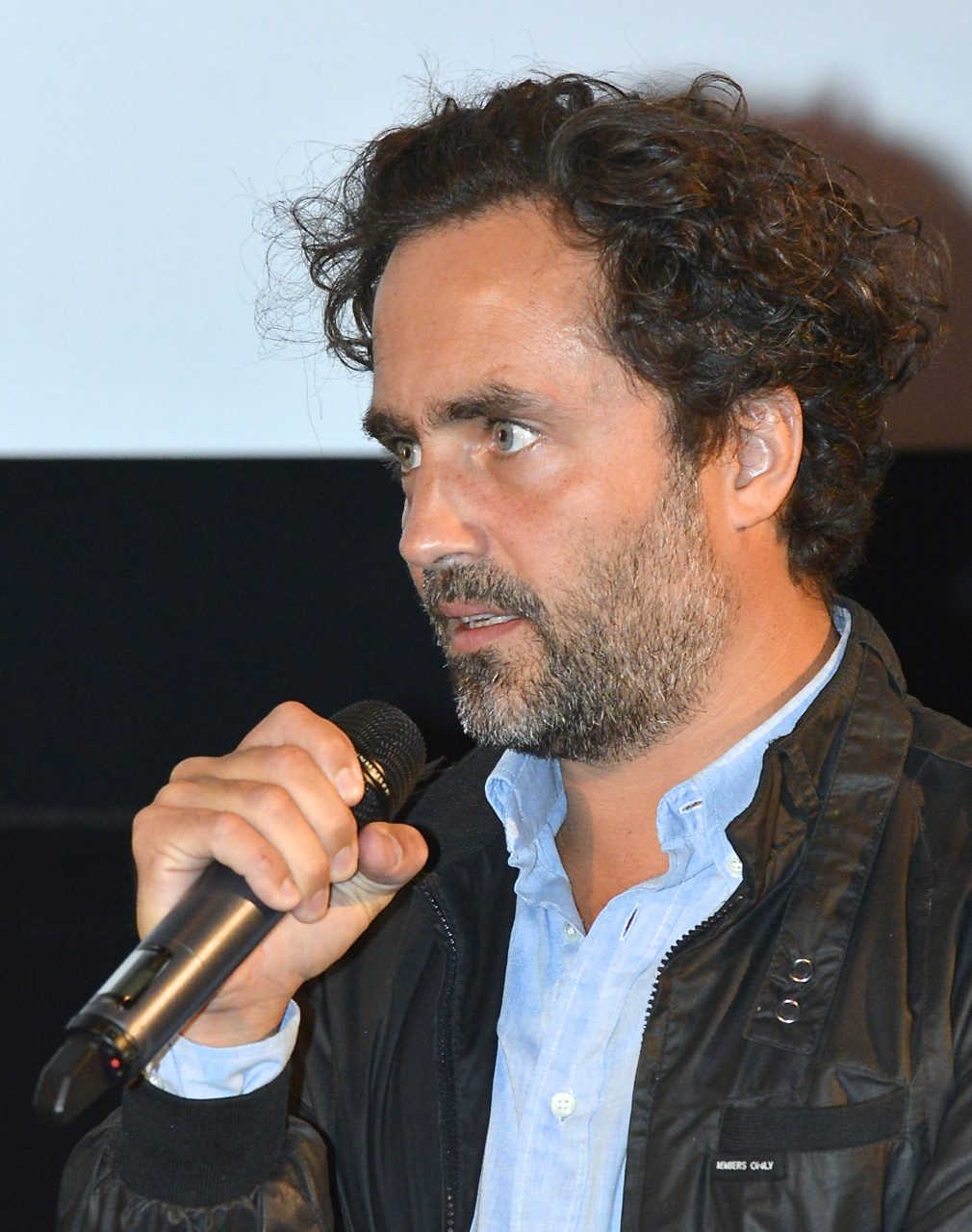
Erik Hemmendorff 2014

Erik Hemmendorff (* 14. April 1973 in Sankt Matteus församling, Stockholm) ist ein schwedischer Filmproduzent, Drehbuchautor, Dokumentarfilmer und Kameramann.

## Leben
Hemmendorff wuchs auf Frösön bei Östersund auf und studierte an der Hochschule für Fotografie und Film (Högskolan för fotografi, HFF) in Göteborg. Zusammen mit Ruben Östlund gründete er 2002 die Produktionsfirma Plattform Produktion. 2009 wurde Hemmendorff vom Schwedischen Filminstitut zum „Producer on the Move“ ernannt.
Als Regisseur hat Hemmendorff die Kurzfilme Looking for Tsai (2002), Den ljusnande framtid är vår (2004) und Pusselbitar (2006) gedreht. Als Produzent war er an verschiedenen Filmen beteiligt. Für die Produktion von Triangle of Sadness (2022) erhielt er gemeinsam mit Philippe Bober mehrere Filmpreise. Der Film ist bei der Oscarverleihung 2023 als Bester Film nominiert.
Im Jahr 2015 wurde er mit dem Kulturpreis der Region Västra Götaland ausgezeichnet.

## Filmografie
Kamera
- 2002: Looking for Tsai
- 2006: Pusselbitar
- 2008: En enastående studie i mänsklig förnedring
- 2010: The Extraordinary Ordinary Life of José González

Drehbuch
- 2002: Looking for Tsai
- 2003: Tillträde förbjudet
- 2004: Den ljusnande framtid är vår
- 2005: Szene Nr. 6882 Aus Meinem Leben (Scen nr: 6882 ur mitt liv)
- 2006: Pusselbitar
- 2008: Involuntary (De ofrivilliga)
- 2011: Play – Nur ein Spiel? (Play)

Produktion
- 2005: Szene Nr. 6882 Aus Meinem Leben (Scen nr: 6882 ur mitt liv)
- 2006: Pusselbitar
- 2006: Weekend
- 2008: Involuntary (De ofrivilliga)
- 2008: En enastående studie i mänsklig förnedring
- 2009: Hälsningar från skogen
- 2010: The Extraordinary Ordinary Life of José González
- 2010: Zwischenfall vor einer Bank (Händelse vid bank) (Kurzfilm)
- 2010: Något börjar, något tar slut
- 2011: Pangpangbröder
- 2011:  Play – Nur ein Spiel? (Play)
- 2013: Förår (Kurzfilm)
- 2014: Höhere Gewalt (Turist)
- 2014: Shadowland (Kurzfilm)
- 2014: Bypass
- 2015: Råggywood: Vi ska bli rappare
- 2015: Det bor inga bögar i Bollebygd (Kurzfilm)
- 2016: Zehn-Meter-Turm (Hopptornet) (Kurzfilm)
- 2016: Mamma vet bäst (Kurzfilm)
- 2016: Epifanía
- 2017: The Square
- 2017: Den störste
- 2018: Old Boys
- 2019: Fraemling
- 2019: Dau
- 2019: Säsong
- 2019: Barn
- 2020: Downhill
- 2021: Pleasure
- 2022: Triangle of Sadness

Dokumentarfilme
- 2002: Looking for Tsai
- 2004: Den ljusnande framtid är vår
- 2006: Pusselbitar